# Диверсанты: Вьетнам
Диверсанты: Вьетнам  (англ. Men of War: Vietnam) — компьютерная игра в жанре стратегии в реальном времени, разработанная и изданная компанией 1С 9 сентября, 2011 года.
Является новой страницей в истории знаменитой стратегической серии игр «В тылу врага» и последней игрой в серии «Диверсанты».

## Сюжет
Вьетнамская война, осталась в памяти как самая страшная и жестокая война  XX столетия.  Начавшись в Южном Вьетнаме, она стала масштабной благодаря привлечению сил Советского Союза и США. Российские и американские солдаты ведут борьбу за выживание, качественно выполняя свою миссию. В игре есть две компании, которые состоят из пяти этапов.

## Игровой процесс
События игры разворачиваются во время Вьетнамской войны, которая стала одним из самых тяжелейших конфликтов второй половины XX века. Основными особенностями является то, что все стратегические действия основаны на продуманной физике. В ней присутствуют уникальные кампании для одного пользователя, а также есть режим, который позволяет игрокам принять участия в войне мирового масштаба, где можно сражаться в одной команде или против друг друга.
Пользователям предстоит играть на стороне США, взяв под свой контроль отряд специального назначения. У всех имеются свои умения и способности, а также «скелеты в шкафу». В некоторых случаях отряду предстоит выполнять задания в одиночку, а в остальных — в составе американской армии.
Помимо американской кампании, есть миссии за Северный Вьетнам, в которой под командование игроков попадут военные инструктора СССР, оказавшиеся в зоне боевых действий. Теперь им нужно как можно быстрее покинуть вражескую территорию и добраться до союзных войск.

## Отзывы критиков
| Сводный рейтинг       | Сводный рейтинг |
| Агрегатор             | Оценка          |
| --------------------- | --------------- |
| GameRankings          | 65,30 %         |
| Metacritic            | 68/100          |
| MobyRank              | 65 %            |
| «Критиканство»        | 63/100          |
| Иноязычные издания    |                 |
| Издание               | Оценка          |
| 4Players              | 7/10            |
| GameSpot              | 5,5/10          |
| GameStar              | 75/100          |
| IGN                   | 7/10            |
| Русскоязычные издания |                 |
| Издание               | Оценка          |
| Absolute Games        | 65 %            |
| Gametech              | без оценки      |
| StopGame.ru           | «Проходняк»     |
| «Игромания»           | 6/10            |
| «Игры Mail.ru»        | 7/10            |
| «ЛКИ»                 | 70 %            |

Сайт Metacritic поставил игре оценку 68 баллов из 100 возможных.
Игры Mail.ru отметил, что «несмотря на смену обстановки и новый арсенал, „Диверсанты: Вьетнам“ — всё та же „В тылу врага 2“ со всеми её плюсами и минусами», выделив улучшенную графику и мультиплеер.
StopGame.ru положительно оценил неплохие стелс-миссии, анимацию стрельбы и взрывов, а также модель повреждений техники, негативно высказавшись о банальном и незапоминающимся сюжете, саундтреке и отсутствии новизны.
Absolute Games пришёл к следующему выводу: «Очень жаль, что разработчики толком не раскрыли тему».
«Игромания» пишет: «Если пробраться через кусты и неудобный интерфейс, то можно увидеть вполне интересную игру».